# Colombey-les-Deux-Églises
Colombey-les-Deux-Églises je obec v departmentu Haute-Marne v severovýchodní Francii. Nejvíce se proslavila jako domov Charlese de Gaulla.

## Historie
Obecní úřad v Colombey-les-Deux-Églises byl založen v roce 1793, kdy se obec stala součástí okresu Chaumont a kantonu Blaise. Roku 1801 přešla pod názvem Colombey na kanton Juzennecourt. V roce 1972 se k obci připojily obce Argentolles, Biernes, Blaise, Champcourt, Harricourt, Pratz a Lavilleneuve-aux-Fresnes. 1. ledna 2017 došlo ke sloučení s bývalou obcí Lamothe-en-Blaisy do Colombey-les-Deux-Églises.

### Charles de Gaulle
Colombey se proslavilo jako domov a místo posledního odpočinku vojáka a státníka 20. století Charlese de Gaulla, který získal značný majetek na jihozápadním okraji vesnice v roce 1934. De Gaulle se do Colombey často uchyloval v dobách svých politických neúspěchů; nejprve při vzniku Čtvrté republiky v roce 1946 a poté mezi lety 1953 a 1958, než se znovu stal prezidentem na vrcholu Alžírské války. K jeho poslednímu pobytu v Colombey došlo v roce 1969. O rok později zde zemřel. Slovo ‚‚Colombey‘‘ se stalo široce používanou politickou metaforou pro dočasný únik od politického života.
De Gaulle byl pochován na hřbitově v Colombey ve skromném hrobě s nápisem ‚‚Charles de Gaulle 1890–1970‘‘. Kromě toho byl ještě u západního výjezdu z obce vztyčen Lotrinský kříž jakožto připomínka jeho významné vojenské role velitele Sil Svobodné Francie. V říjnu 2008 zde bylo Nicolasem Sarkozym a Angelou Merkelovou slavnostně otevřeno pamětní muzeum. Tento společný francouzsko-německý akt se odehrál během padesátého výročí jednání v Colombey, které proběhlo 14. září 1958 mezi Charlesem de Gaullem a Konradem Adenauerem v rámci procesu poválečného usmíření.

## Geografie
Obcí protéká řeka Blaise.